# District de Bhimber
Le district de Bhimber est la plus méridionale des subdivisions administratives du territoire Azad Cachemire au Pakistan.
Auparavant, Bhimber était un tehsil du district de Mirpur. Il a été élevé au statut de district en 1996. Son chef-lieu est la ville de Bhimber.